# Pierre d'Alexandrie
Pierre d'Alexandrie est un évêque d'Alexandrie et un Père de l'Église du IVe siècle. 
Il dirigea l'école théologique d'Alexandrie avant de devenir évêque. Lors de la persécution de 303, il préféra se cacher pour continuer à servir l'Église, ce qui lui fut reproché par un de ses prêtres qui créa ainsi une Église schismatique d'où est sortie plus tard l'hérésie d'Arius. En 311, il fut arrêté et condamné à être décapité.
Il est fêté le 25 novembre (fête locale).

## Biographie
Il devint évêque d'Alexandrie fin 300 et fut martyrisé le 26 novembre 311.
Selon Philippe de Sidè, il fut un moment à la tête de l'école théologique d'Alexandrie. Son importance théologique vient du fait qu'il a marqué, et très probablement commencé, la réaction à Alexandrie contre l'origénisme extrémiste.
Quand, pendant la persécution de Dioclétien, Pierre quitta Alexandrie pour se cacher, le schisme mélésien éclata. Il existe trois récits différents de ce schisme : selon trois documents latins (traduits d'originaux grecs perdus) et publiés par Maffei, Mélétius, évêque de Lycopolis, profita de l'absence de Pierre pour usurper ses fonctions patriarcales et enfreignit les canons en consacrant des évêques à des sièges qui n'étaient pas vacants, leurs occupants étant en prison pour la foi. Quatre d'entre eux protestèrent, mais Mélétius ne leur prêta aucune attention et alla effectivement à Alexandrie, où, à l'incitation d'un certain Isidore et d'Arius, il écarta ceux que Pierre avait installés dans leur poste et en nomma d'autres. Sur ce, Pierre l'excommunia. Athanase accuse Mélétius non seulement de s'être conduit de façon turbulente et schismatique, mais d'avoir sacrifié aux idoles et d'avoir dénoncé Pierre à l'empereur. Il n'y a aucune incompatibilité entre les documents latins et le témoignage d'Athanase, mais l'affirmation selon laquelle Mélétius aurait sacrifié doit être reçue avec prudence ; elle se fonde probablement sur une rumeur venant de l'immunité dont il semblait jouir. De toute façon, on n'entendit rien d'une telle accusation au concile de Nicée. Selon Épiphane (Haer., 68), Mélétius et Pierre se querellèrent au sujet de la réconciliation des lapsi, le premier penchant pour des idées plus sévères. Épiphane a probablement tiré ses renseignements d'une source mélétienne et son histoire est pleine d'erreurs historiques. Ainsi, pour prendre un exemple, Pierre fut un compagnon de captivité de Mélétius et fut martyrisé dans sa prison. Selon Eusèbe, son martyre fut inattendu et donc ne fut donc pas précédé d'un emprisonnement.

## Œuvres
On dispose d'une collection de quatorze canons publiés par Pierre dans la troisième année de la persécution, traitant principalement des lapsi, extraits probablement d'une épître pascale. Le fait qu'ils ont été ratifiés par le concile de Trullo et sont ainsi devenus partie du droit canon de l'Église orientale explique probablement leur conservation. Beaucoup de manuscrits contiennent un quinzième canon tiré d'un écrit sur la Pâque. C'est dans ces canons que les cas des différentes sortes de lapsi ont été tranchés.
Les actes du martyre de Pierre sont trop tardifs pour avoir une valeur historique quelconque. On y voit l'histoire du Christ lui apparaissant avec son vêtement déchiré, prédisant ainsi le schisme d'Arius. Trois passages « Sur la Divinité », apparemment écrits contre les vues subordinatianistes d'Origène, ont été cités par Cyrille d'Alexandrie au concile d'Éphèse. Deux autres passages (en syriaque) prétendant être du même livre ont été imprimés par Pitra ; leur authenticité est douteuse. Léonce de Byzance cite un passage affirmant les deux natures du Christ tiré d'une œuvre, La venue du Christ, et deux passages du premier livre d'un traité contre l'idée que l'âme avant d'être unie au corps aurait existé et aurait péché. Ce traité doit avoir été écrit contre Origène. Très importants sont sept fragments conservés en syriaque d'un autre travail sur la Résurrection, dans laquelle l'identité du corps monté au ciel avec le corps terrestre est maintenue contre Origène.
Cinq fragments arméniens ont été aussi publiés par Pitra. Deux d'entre eux correspondent à un des fragments syriaques douteux. Les trois autres sont probablement des falsifications dues aux monophysites. Un fragment cité par l'empereur Justinien dans sa Lettre au patriarche Mennas, prétendument tiré d'une mystagogie de Pierre est probablement un faux. Le Chronicon Paschale donne un long extrait d'un texte présumé sur la Pâque. Il se dénonce comme un faux du fait d'une référence à Athanase (que les éditeurs suppriment souvent) à moins qu'effectivement il ne s'agisse que d'une interpolation. Un fragment, d'abord imprimé par Routh, d'un traité Sur le Blasphème est généralement considéré comme un faux. Un fragment copte sur l'observation du dimanche, publié par Schmidt a été reconnu comme faux par Delehaye, au verdict duquel les critiques semblent acquiescer. D'autres fragments coptes ont été révisés à l'aide d'une traduction de Crum. La plupart d'entre eux proviennent du même manuscrit que le fragment révisé par Schmidt. Leur éditeur écrit : « Il serait difficile de maintenir l'authenticité de ces textes après les critiques de Delehaye (Anal. Bolland., XX, 101), bien que certains des passages, que j'ai publiés, puissent indiquer que les compositions ont été plutôt interpolées qu'entièrement apocryphes. »
- Clavis Patrum Græcorum 1635-1662.

## Liens
- Ressources relatives à la religion :   - Dictionnaire de spiritualité
  - GCatholic.org
- Notices dans des dictionnaires ou encyclopédies généralistes :   - Deutsche Biographie
  - Enciclopedia De Agostini
- Notices d'autorité :   - VIAF
  - ISNI
  - BnF (données)
  - IdRef
  - LCCN
  - GND
  - Pays-Bas
  - Pologne
  - Israël
  - NUKAT
  - Catalogne
  - Suède
  - Vatican
  - Australie
  - Norvège
  - Tchéquie
  - WorldCat